# Dom Macedo Costa
Dom Macedo Costa är en kommun i Brasilien.   Den ligger i delstaten Bahia, i den östra delen av landet, 1 000 km öster om huvudstaden Brasília. Antalet invånare är 3 873.
Omgivningarna runt Dom Macedo Costa är en mosaik av jordbruksmark och naturlig växtlighet. Runt Dom Macedo Costa är det ganska tätbefolkat, med 96 invånare per kvadratkilometer.